# Frida Selander
Frida Selander, född 22 juli 1981, är en svensk musiker uppvuxen i Holmsund och bosatt i Umeå. Hon är bland annat influerad av Patti Smith, Neil Young och Nina Simone. Hon ger ut sina skivor under eget bolag med namnet AMASONORA. I december 2011 förärades hon Umeå Folkets hus kulturpris Guldäpplet.

## Bandet
- Oskar Sandlund - trummor
- Lars Eriksson - bas
- Johan Lindberg - gitarr

## Diskografi

### Album
- 2001 – Hösten & vintern
- 2002 – Dare Me
- 2003 – Let It Come Through
- 2005 – New Lands
- 2006 – Be the Knight
- 2007 – Happy Knocks
- 2007 – My Dance (specialskrivet för Dockteater Månstjärnans pjäs 'My Dance')
- 2011 – Try Again Baby
- 2015 – I Hear Sunshine
- 2018 – När du går på känsla är du alltid i tid
- 2023 – Det börjar i dig

## Övrigt
Frida Selander bidrar även med gitarr, sång & munspel i David Sandströms band David Sandström Overdrive.